# Atrocidad
Atrocidad (del latín «atrocĭtas», «-ātis») se refiere a un acto de extrema crueldad, malevolencia o salvajismo, que es moralmente abominable y causa un gran sufrimiento. A menudo implica violencia o abuso y es percibida como profundamente inhumana. El término se utiliza comúnmente para describir actos de violencia masiva, crímenes de guerra, genocidios o cualquier acción que infrinja gravemente los principios de humanidad.
Aunque el uso coloquial puede extenderse a hechos "malos" o "que no tuvieron un resultado para bien", en un contexto más formal y humanitario, "atrocidad" se reserva para los actos que superan la crueldad ordinaria por su escala, premeditación, sadismo o el impacto devastador que tienen en las víctimas y la sociedad.

## Etimología
El vocablo "atrocidad" procede etimológicamente del latín «atrocĭtas», «-ātis». Se compone del adjetivo latino «atrox», que significa ‘cruel’, ‘feroz’, ‘horrible’, y del sufijo abstracto «-idad» (del latín «-itas»), que indica ‘cualidad de’. Por lo tanto, su significado literal es "cualidad de atroz".

## Contexto y uso
El término "atrocidad" se emplea con frecuencia en discursos sobre derechos humanos, derecho internacional humanitario y justicia penal internacional para describir crímenes que conmocionan la conciencia de la humanidad. Dentro del derecho internacional, se enmarca a menudo bajo la categoría de crímenes internacionales y puede incluir, entre otros:
- Crímenes de guerra: Violaciones graves de las leyes y costumbres de la guerra.
- Crímenes de lesa humanidad: Ataques generalizados o sistemáticos contra una población civil.
- Genocidio: Actos cometidos con la intención de destruir, total o parcialmente, a un grupo nacional, étnico, racial o religioso.
- Limpieza étnica: Expulsión forzada de poblaciónes de un territorio.

Estos actos no solo causan un daño físico y psicológico inmenso a las víctimas, sino que también suelen tener consecuencias sociales y políticas duraderas, desestabilizando regiones y generando trauma generacional. La condena de las atrocidades busca no solo el castigo de los responsables, sino también la prevención de futuros actos y la reparación de las víctimas.